# مشطية الوصاد المرقشة
مشطية الوصاد المرقشة (الاسم العلمي:Ctenopoma weeksii) (بالإنجليزية: Mottled ctenopoma)‏ هي نوع من الأسماك تتبع جنس مشطية الوصاد من الفصيلة الأناباسية.